# Konvikt Rottweil
Das Konvikt Rottweil, offiziell Bischöfliches Internat Konvikt Rottweil, ist ein humanistisch-musisches Internat in Rottweil ohne eigenen Schulbetrieb. Die Schülerinnen und Schüler des Konvikts besuchen Schulen und Einrichtungen in Rottweil und näherer Umgebung. Der Träger ist die Diözese Rottenburg-Stuttgart, Grundlage der Erziehungs- und Bildungsarbeit ist der Marchtaler Plan.
Das Konvikt befindet sich im ehemaligen Jesuitenkloster Rottweil in der Johannsergasse hinter der Kapellenkirche.

## Geschichte

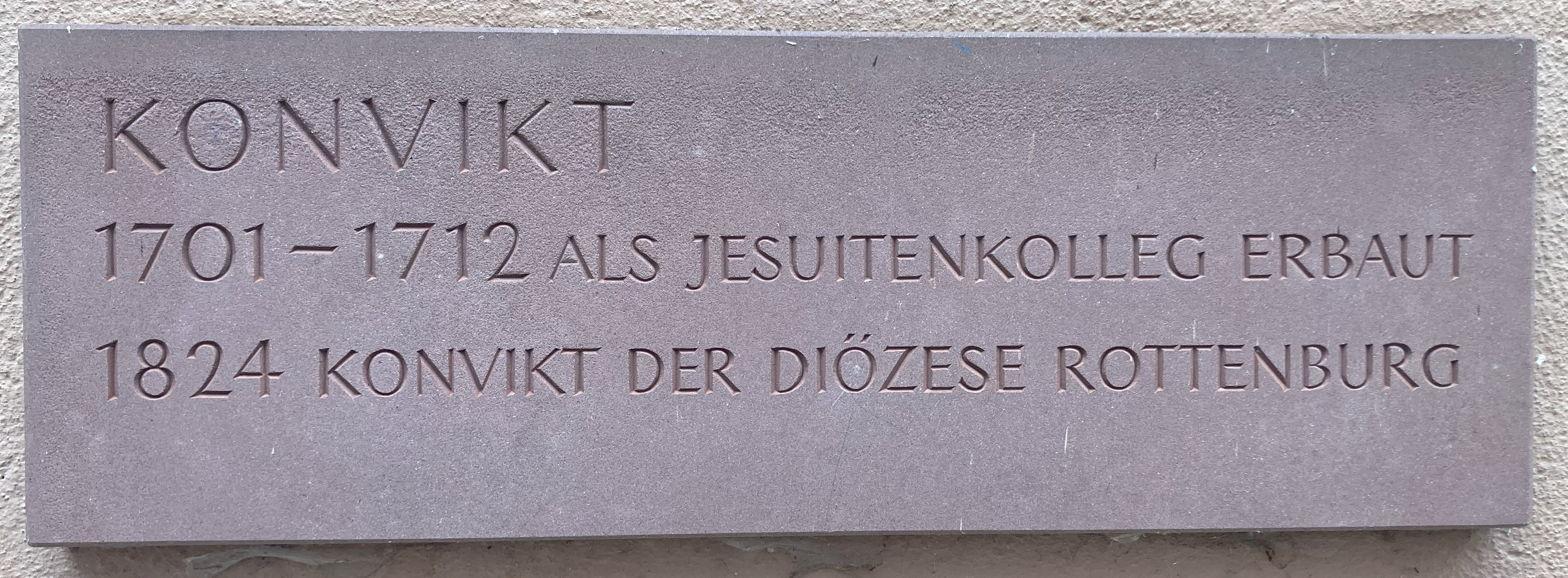
Tafel zur Geschichte des Konvikts Rottweil

Errichtet wurde das Konvikt in den Jahren 1702 bis 1706 als Kolleg für die Rottweiler Jesuiten. Zunächst als Wohnhaus genutzt, wurde es 1731 zum Kolleg erhoben.
Die im Konvikt lebenden Jesuitenprofessoren unterrichteten am benachbarten Gymnasium (Vorgänger des seit 1957 nach Albert Magnus benannte Gymnasium). Dies blieb auch nach der Aufhebung des Jesuitenordens im Jahr 1772 und dem Verlust der Rottweiler Jesuitenniederlassung 1776 so.
1824 wurde das Konvikt zum „niederen Konvikt“ und damit zur gymnasialen Ausbildungsstätte für den künftigen Klerus der Diözese Rottenburg.
Im Jahr 2000 wurde das Konviktsgebäude grundlegend modernisiert.

## Sonstiges

### Gängle
1713 wird erstmals ein Gängle zwischen Kolleg und Kirche erwähnt. Spätestens zu diesem Zeitpunkt bestand die Verbindung der Kapellenkirche über die Johannsergasse mit dem damaligen Kollegiengebäude.

### Stadtschreiber
Im Rahmen eines Aufenthaltsstipendiums wird seit 2001 ein Stadtschreiber eingeladen. Von Mitte September bis Mitte Dezember wohnt er im Konvikt.
Gefördert wird das Stipendium von der Volksbank Rottweil und dem Bischöflichen Konvikt.

### Fasnet
Zur traditionellen Rottweiler Fasnet steht das Konvikt als Besenwirtschaft den Narren zur Verfügung.

## Bekannte Persönlichkeiten, Schüler und Absolventen
- Joseph Fiertmair, (1702–1738), Kunstmaler
- Ambrosius Eichhorn, (1758–1820), Benediktiner und Historiker
- Johann Nepomuk Brischar (1819–1897), katholischer Kirchenhistoriker
- Johann Evangelist Schöttle (1819–1884), Priester, Chronist und Heimatforscher
- Thaddäus von Ritz (1805–1866), Theologe und Landtagsabgeordneter
- Johannes Bumüller (1811–1890), Gymnasialprofessor, Redakteur und katholischer Schriftsteller
- Giorgio Stigelli, (1816–1868), Opernsänger
- Karl Jordan Glatz (1827–1880), Priester und Historiker
- Ottmar Besenfelder (1908–1994), Architekt
- Paul Stiegele (1847–1903), Priester, Theologe und Landtagsabgeordneter
- Alois von Bendel (1817–1889), Theologe und Politiker
- Rudolf Weser (1869–1942), Heimatforscher und römisch-katholischer Priester
- Paul von Schanz (1841–1905), katholischer Theologe, Professor für Mathematik, Naturwissenschaften, Neutestamentliche Exegese, Dogmatik und Apologetik
- Max Kottmann (1867–1948), Philologe, katholischer Priester, Domdekan und Generalvikar der Diözese Rottenburg-Stuttgart
- Kilian Nuß (1936–2015), römisch-katholischer Geistlicher
- Bernhard Krieg (1868–1943), römisch-katholischer Priester und Konviktsvorsteher in Rottweil
- Bruno Heck (1917–1989), Politiker (CDU)
- Josef Rebhan (* 1937), Politiker (CDU)